# Margaret Louisa Woods

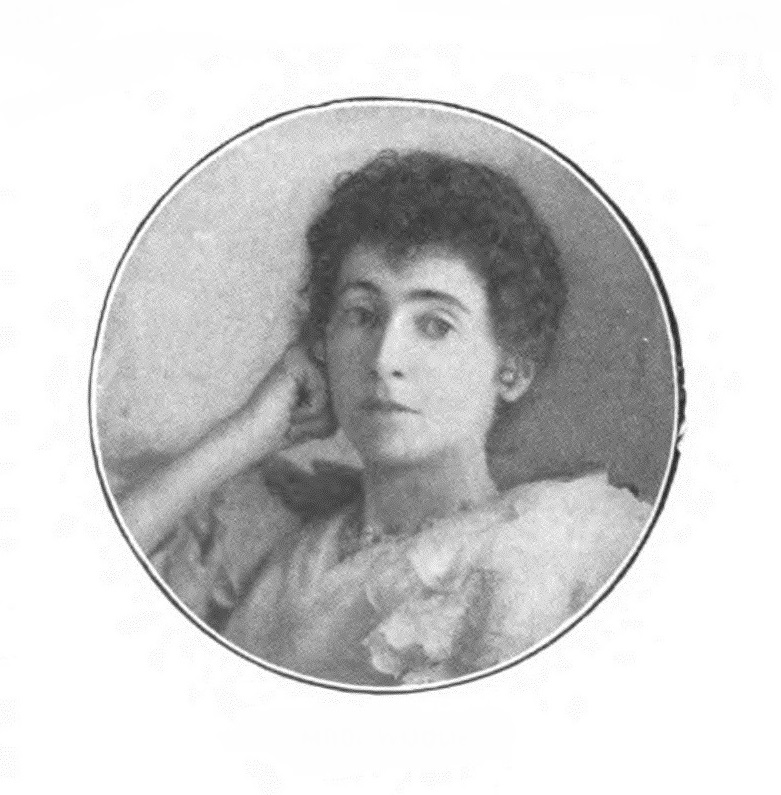
Margaret Louisa Woods, vor 1902

Margaret Louisa (Daisy) Woods, geborene Bradley (* 20. November 1855 in Rugby, Warwickshire; † 1. Dezember 1945 in Thursley, Surrey) war eine englisch-britische Autorin.

## Leben
Woods, die „Daisy“ gerufen wurde, wurde als drittes von sieben Kindern von Marian Jane Philpot (ca. 1837–1910) und George Granville Bradley (1821–1903), damals Lehrer an der Rugby School, geboren. Ihr Vater wurde Direktor des Marlborough College, als sie drei Jahre alt war, und Direktor des University College in Oxford, als sie vierzehn Jahre alt war. Woods wurde weitgehend zu Hause erzogen. Alle ihre vier Schwestern, Edith Marian, Mabel Charlotte, Emily Tennyson und Rose Marian Bradley, sowie einer ihrer beiden Brüder, Arthur Granville, wurden ebenfalls literarisch tätig.
Am 29. März 1879 heiratete sie den Pfarrer Henry George Woods (1842–1915), Fellow und späterer Präsident des Trinity College in Oxford. Das Ehepaar baute ein Haus in Boars Hill nahe Oxford, wo sie bis 1893 lebten, als George Woods aus dem College ausstieg. Sie zogen nach London, wo Woods ihren literarischen Ambitionen besser nachgehen konnte.
Woods dichtete seit ihrer Kindheit. 1881 publizierte Henry Daniel vom Worcester College in Oxford einen ersten Beitrag von ihr neben den Werken etablierter Autoren in The Garland of Rachel. 1888 druckte die Daniel Press ihre Lyrik, und danach nahmen auch kommerzielle Verlage ihre Gedichte ins Porgramm. Zu ihren Bänden gehören die Versdramen Wild Justice (1896) und The Princess of Hanover (1902) und die Sammlungen  Collected Poems (1914) und The Return, and other Poems (1921). Robert Bridges, mit dem sie befreundet war, schätzte die Prosodie ihrer Gedichte, im Allgemeinen war die Kritik unetrschiedlich.
1887 veröffentlichte Woods die Schäfergeschichte A Village Tragedy, die sehr erfolgreich war. Esther Vanhomrigh (1891) ist ein historischer Roman, der vom Leben der irischen Dichterin Esther Vanhomrigh, der Geliebten und Korrespondentin von Jonathan Swift, inspiriert ist. The Vagabonds (1894) ist eine Erkundung der männlichen Wahrnehmung von Frauen. Drei Romane – Sons of the Sword (1901), The King's Revoke (1905) und The Spanish Lady (1927) – spielen in Spanien zur Zeit des Peninsular Wars. The Invader (1907) handelt von den Geschicken einer Studentin, die nach einer Hypnose immer wieder in ein zweites ungehemmtes Ich wechselt. A Poet’s Youth (1923) ist ein Porträt von William Wordsworth.
Woods schrieb zudem über Reisen nach Spanien, Frankreich und Südafrika, über die häusliche und die literarische Rolle der Frau, über das Verhältnis von Lyrik zu Musik und Tanz und über viktorianische Autoren, die sie kannte, insbesondere Alfred Tennyson und Matthew Arnold. Bis in die späten 1930er Jahre war sie in der Royal Society of Literature aktiv.
Margaret starb in ihrem Haus, Vine Cottage, in Thursley, Surrey. Ihre Asche wurde zusammen mit der ihres Mannes auf dem Holywell Cemetery in Oxford beigesetzt.

## Werke (Auswahl)
Romane
- A Village Tragedy (1889, Online)
- Esther Vanhomrigh (1891, Online)
- The Vagabonds (1894)
- Sons of the Sword (1901)
- The King's Revoke (1905)
- The Invader (1907, Online)
- A Poet's Youth (1923)
- The Spanish Lady (1927)

Gedichtsammlungen
- Lyrics and Ballads (1889, Online)
- Aeromancy (1896)
- Songs (1896)
- Poems Old and New (1907, Online)
- Collected Poems (1913)
- The Return and Other Poems (1921, Online)

Andere
- Wild Justice (Versdrama, 1896, Online)
- The Princess of Hanover (Versdrama, 1902)
- Come Unto These Yellow Sands (Erzählung für Kinder, mit Illustrationen von J. Hancock, 1915)
- Pastels under the Southenn Cross (Reisebuch, 1911)